# Федермессер (культура)
Культура Федермессер — археологическая культура, представляющая собой традицию изготовления орудий позднего верхнего палеолита на Североевропейской равнине. Относится к периоду 9800 — 8800 гг. до н. э. Тесно связана с тёнгерской культурой: считается, что обе произошли от азильской культуры.
Культура Федермессер использовала небольшие кремнёвые режущие орудия и по ряду характеристик сближается с существовавшей в Великобритании кресвельской культурой.